# Wakizashi

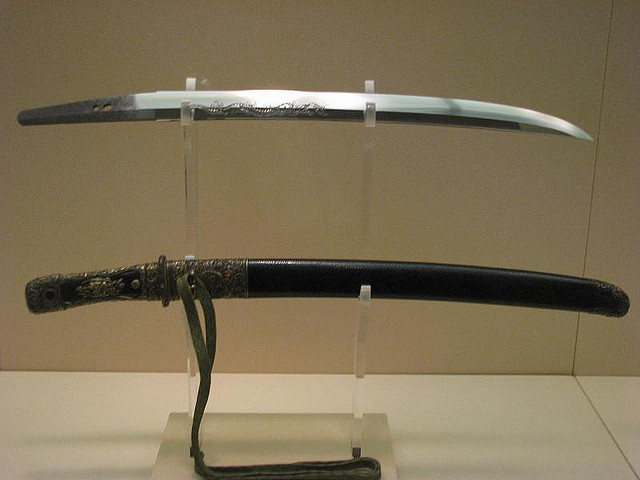
Wakizashi, Edo-periode, negentiende eeuw

Een wakizashi (Japans: 脇差) is een traditioneel Japans zwaard met een shoto-lemmet dat meestal tussen 30 en 60 cm lang is.
Dit Japans zwaard lijkt sterk op de katana, alleen korter. De wakizashi werd gewoonlijk samen met de katana gedragen door de samoerai in het feodale Japan. Het samen dragen van de twee zwaarden wordt daisho genoemd, letterlijk "lang en kort" vertaald. "Dai" (lang) voor de katana en "sho" (kort) voor de wakizashi. De katana werd meestal het zwaard of het lange zwaard genoemd en de wakizashi het bijzwaard.
De Wakizashi was vooral een zwaard ter verdediging, waarmee de samurai de aanvallen kon blokkeren. Getrainde vechters konden het korte zwaard gebruiken om de aanvaller uit balans te brengen tijdens een tegenaanval en vielen vervolgens aan met het lange zwaard als er een opening ontstond.